# Cayuga (Nowy Jork)
Cayuga – wieś w Stanach Zjednoczonych, w stanie Nowy Jork, w hrabstwie Cayuga.